# Пелагеевка (Луганская область)
Пелагеевка (укр. Пелагіївка) — село, относится к Новопсковскому району Луганской области Украины.
Население по переписи 2001 года составляло 63 человека. Почтовый индекс — 92313. Телефонный код — 6463. Занимает площадь 1,27 км².

## Местный совет
92312, Луганська обл., Новопсковський р-н, с. Танюшівка, вул. Центральна, 10  (укр.)